# Ligamentum collaterale carpi radiale

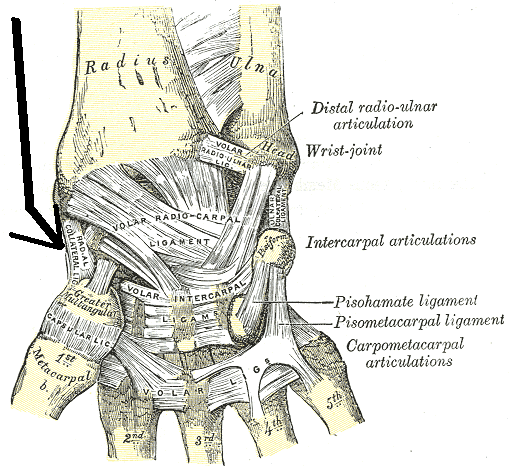
A csukló szalagjai a balkézen (a nyíl mutatja az apró szalagot)

A ligamentum collaterale carpi radiale az orsócsont (radius) processus styloideus radii-ának csúcsáról ered és a sajkacsonton (os scaphoideum) tapad. De néhány szállal a trapézcsontra (os trapezium) és a hajlítóizmokat leszorító szalagra (retinaculum flexorum) is átnyúlhat.